# Karol Świderski
Karol Świderski (* 23. Januar 1997) ist ein polnischer Fußballspieler. Der Stürmer steht aktuell bei Panathinaikos Athen unter Vertrag.

## Karriere

### Jagiellonia Białystok
Świderski begann seine Karriere in der Jugendakademie von Rawia Rawicz. Von 2012 bis 2014 spielte er in der Sportschule von UKS SMS Łódź. Im Jahr 2014 wechselte Świderski zum Ekstraklasa-Team Jagiellonia Białystok. Dort spielte er zunächst in der Jugendakademie und deren Drittliga-Team, bevor er in der Saison 2016/17 zur ersten Mannschaft stieß. Świderski war erst 17 Jahre alt, als er am 23. August 2014 in der Ekstraklasa für Jagiellonia bei der 3:1-Niederlage gegen Śląsk Wrocław debütierte. Am 3. Juni 2015 erzielte er beim Auswärtsspiel gegen Pogoń Stettin, in der 80. Minute sein erstes Profitor zum 3:1-Sieg.
Świderskis Europa-League-Debüt folgte am 2. Juli 2015, bei welchem er gegen Kruoja Pakruojis das 1:0-Siegtor erzielen konnte.

### PAOK Thessaloniki
Am 20. Januar 2019 wechselte Świderski für 2 Millionen Euro zum griechischen Erstligisten PAOK Thessaloniki. Er unterschrieb einen Vertrag bis 2022. Am 27. Januar wurde er in der 81. Minute für Omar El Kaddouri eingewechselt und absolvierte sein erstes Spiel in der Super League. Nur drei Tage später, am 30. Januar, folgte kurz nach seiner Einwechselung für Dimitris Limnios sein erstes Tor für PAOK. Mit seinem Tor zum 5:0-Endstand beim Spiel gegen Levadiakos, bestätigte er PAOKs erste Meisterschaft seit 34 Jahren.

### Charlotte FC
Am 26. Januar 2022 wechselte Świderski für die Ablösesumme von 4,5 Millionen Euro in die MLS zu Charlotte FC. Anfang Februar 2024 wechselte er per Leihe mit Kaufoption nach Italien zu Hellas Verona. Im Sommer 2024 kehrte er in die USA zurück.

## Nationalmannschaft
Świderski durchlief alle polnischen U-Nationalmannschaften, bevor er am 15. März 2021 erstmals für die A-Nationalmannschaft berufen wurde. Sein Debüt gab er beim Spiel gegen Andorra, wo er in der 63. Minute für Robert Lewandowski eingewechselt wurde. Im selben Spiel erzielte er in der 88. Minute auch sein Debüttor. Zur Fußball-Europameisterschaft 2021 wurde er in den polnischen Kader berufen, kam aber mit diesem nicht über die Gruppenphase hinaus.

## Statistiken

### Verein
- Stand: 20. September 2022[14]

| Verein                | Saison  | Liga         | Liga   | Liga | Pokal  | Pokal | Kontinental | Kontinental | Andere | Andere | Gesamt | Gesamt |
| Verein                | Saison  | Liga         | Spiele | Tore | Spiele | Tore  | Spiele      | Tore        | Spiele | Tore   | Spiele | Tore   |
| --------------------- | ------- | ------------ | ------ | ---- | ------ | ----- | ----------- | ----------- | ------ | ------ | ------ | ------ |
| Jagiellonia Białystok | 2014/15 | Ekstraklasa  | 7      | 1    | 0      | 0     | —           | —           | —      | —      | 7      | 1      |
| Jagiellonia Białystok | 2015/16 | Ekstraklasa  | 31     | 4    | 1      | 1     | 4           | 2           | —      | —      | 36     | 7      |
| Jagiellonia Białystok | 2016/17 | Ekstraklasa  | 26     | 2    | 2      | 1     | —           | —           | —      | —      | 28     | 3      |
| Jagiellonia Białystok | 2017/18 | Ekstraklasa  | 32     | 5    | 1      | 0     | 1           | 0           | —      | —      | 34     | 5      |
| Jagiellonia Białystok | 2018/19 | Ekstraklasa  | 17     | 8    | 3      | 1     | 3           | 0           | —      | —      | 23     | 9      |
| Jagiellonia Białystok | Gesamt  | Gesamt       | 113    | 20   | 7      | 3     | 8           | 2           | —      | —      | 128    | 25     |
| PAOK Thessaloniki     | 2018/19 | Super League | 11     | 4    | 4      | 2     | 0           | 0           | —      | —      | 15     | 6      |
| PAOK Thessaloniki     | 2019/20 | Super League | 34     | 11   | 4      | 2     | 3           | 1           | —      | —      | 41     | 14     |
| PAOK Thessaloniki     | 2020/21 | Super League | 35     | 11   | 5      | 0     | 9           | 0           | —      | —      | 49     | 11     |
| PAOK Thessaloniki     | 2021/22 | Super League | 16     | 4    | 3      | 0     | 10          | 0           | —      | —      | 29     | 4      |
| PAOK Thessaloniki     | Gesamt  | Gesamt       | 96     | 30   | 16     | 4     | 12          | 1           | —      | —      | 134    | 35     |
| Charlotte FC          | 2022    | MLS          | 27     | 10   | —      | —     | —           | —           | —      | —      | 27     | 10     |
| Charlotte FC          | Gesamt  | Gesamt       | 27     | 10   | —      | —     | —           | —           | —      | —      | 27     | 10     |
| Gesamt                | Gesamt  | Gesamt       | 220    | 56   | 20     | 7     | 20          | 3           | 0      | 0      | 289    | 70     |

### Nationalmannschaft
- Stand: 2. Juni 2022

| Nationalmannschaft | Jahr   | Spiele | Tore |
| ------------------ | ------ | ------ | ---- |
| Polen              | 2021   | 14     | 6    |
| Polen              | 2022   | 1      | 1    |
| Gesamt             | Gesamt | 15     | 7    |

## Erfolge
PAOK Thessaloniki
- Super League: 2018/19
- Griechischer Pokal: 2018/19, 2020/21